# Mare Tranquillitatis (album)
Mare Tranquillitatis è il quarto album discografico del gruppo musicale Santo Niente, pubblicato nel 2013.

## Il disco
L'album è stato pubblicato a sei anni di distanza dal precedente Il fiore dell'agave (2005). In questi sei anni la band, guidata da Umberto Palazzo, è stata impegnata col progetto El Santo Nada (confluito nell'album Tuco) e con l'esordio solista di Palazzo, intitolato Canzoni della notte e della controra.
Il disco è stato registrato e mixato da Andrea Di Giambattista presso il Twelve Studio di Tocco da Casauria.
Nell'agosto 2013 è stato diffuso il singolo Le ragazze italiane, accompagnato da un video interpretato e registrato da Anita Dadà.

## Tracce
1. Cristo nel cemento
2. Le ragazze italiane
3. Un certo tipo di problema
4. Maria Callas
5. Primo sangue
6. Sabato Simon Rodia

## Formazione

### Gruppo
- Umberto Palazzo - voce, chitarra, bouzouki, baglamas, synth, kaossilator, flauto, percussioni
- Lorenzo Conti - chitarre
- Federico Sergente - batteria
- Tonino Bosco - basso, piano, sampler

### Altri musicisti
- Alessio D'Onofrio - chitarra, e-bow (1)
- Sergio Pomante - sax elettrico (3,4,5,6)
- Francesco Di Florio - piano (4)
- Andrea Di Giambattista - voce (2)